# Philogène Auguste Galilée Wytsman
Philogène Auguste Galilée Wytsman est un ornithologue et un entomologiste belge, né en 1866 et mort en 1925.
Il fait paraître les vingt-six parties de Genera Avium de 1905 à 1914 auxquelles participent les principaux  ornithologues européens. Wytsman signe celui consacré à la famille des Todidae.
Wytsman lance également la parution de Genera Insectorum en 1902 qui paraît jusqu’en 1970 et compte 219 numéros.

## Source
- Traduction de l'article de langue anglaise de Wikipédia (version du 15 juillet 2006).